# Bundesstraße 501
Pour les articles homonymes, voir Route 501.
La Bundesstraße 501 est une Bundesstraße du Land de Schleswig-Holstein.

## Géographie
Elle traverse l'arrondissement du Holstein-de-l'Est.

## Histoire
La Bundesstraße 501 est créée au début des années 1970. Aujourd'hui, elle se termine à la Bundesautobahn 1, mais allait sur un demi-kilomètre jusqu'à ce que la Bundesstraße 207 soit reclassée en Landesstraße.

## Source
- (de) Cet article est partiellement ou en totalité issu de l’article de Wikipédia en allemand intitulé « Bundesstraße 501 » (voir la liste des auteurs).

1. ↑  (de) « Die Bundes- und Reichsstraßen in Deutschland - Nr. ab 399 » [archive du 15 octobre 2008], sur home.arcor.de (consulté le 18 juillet 2025)